# 片岡昭吾
片岡 昭吾（かたおか しょうご、1978年1月23日 - ）は、元アマチュア野球選手、監督。千葉県千葉市出身。
埼玉西武ライオンズや読売ジャイアンツに所属した元プロ野球選手の片岡保幸（易之、治大）は実弟。

## 人物・来歴
宇都宮学園高校時代、3年時の夏に中堅手として甲子園出場。
高校卒業後は、日本大学に進学。東都大学1部リーグ通算47試合出場、156打数41安打、打率.263、3本塁打、22打点。1部リーグに復帰した1998年春季のリーグ戦でベストナイン受賞。
2000年に社会人野球・JR東日本入社。入社後に内野手に転向し、持ち前のパンチ力で打線の中軸を担う。
2007年の第78回都市対抗野球大会では、全試合で4番に座り、19打数9安打6打点の活躍を見せてチーム準優勝に貢献。久慈賞（敢闘賞）を獲得した。
実弟の治大とは2001年から2004年までの4年間、同じ東京地区の企業チームに所属するライバルであった。
2008年シーズンをもって現役を引退。2009年シーズンからコーチに就任した。
その後、母校・日本大学野球部のコーチに就任し、2021年1月からは監督に就任することが発表された。監督就任時、野球部は東都大学2部リーグ所属だったが就任1年目の2部春季リーグ優勝を果たし、入れ替え戦も制して同部の1部リーグ復帰を果たした。

## 主なタイトル・表彰
- 第78回都市対抗野球大会久慈賞（2007年）